# Скріоаштя
Скріоаштя (рум. Scrioaștea) — село у повіті Телеорман в Румунії. Адміністративний центр комуни Скріоаштя.
Село розташоване на відстані 96 км на захід від Бухареста, 36 км на північний захід від Александрії, 92 км на схід від Крайови.

## Населення
За даними перепису населення 2002 року у селі проживали 2499 осіб. Усі жителі села рідною мовою назвали румунську.
Національний склад населення села:
| Національність | Кількість осіб | Відсоток |
| -------------- | -------------- | -------- |
| румуни         | 2357           | 94,3%    |
| цигани         | 142            | 5,7%     |